# Lampa (Chile)
Lampa, comuna localizada na zona rural poente de  Santiago, Chile. Pertence administrativamente a Província de Chacabuco, na Região Metropolitana de Santiago.
Segundo o censo do ano 2002, Lampa teria uma população de 41.250 habitantes; no entanto, estimativas atuais elevam a cifra a 48.500 habitantes.
A palavra "Lampa" significa em quéchua “Pala de Minero”. Seu prato típico é a "Calvonada", muito similar a carbonada, mas com mais personalidade.